# Crystal Lake Park
Crystal Lake Park – miasto w Stanach Zjednoczonych, w stanie Missouri, w hrabstwie St. Louis.